# Anthoceros natalensis
Anthoceros natalensis là một loài rêu trong họ Anthocerotaceae. Loài này được Stephani mô tả khoa học đầu tiên năm 1913.